# Alphonsia Emmanuel
 (novembre 2021).
La mise en forme du texte ne suit pas les recommandations de Wikipédia : il faut le « wikifier ».
Les points d'amélioration suivants sont les cas les plus fréquents :
- Les titres sont pré-formatés par le logiciel. Ils ne sont ni en capitales, ni en gras.
- Le texte ne doit pas être écrit en capitales (les noms de famille non plus), ni en gras, ni en italique, ni en « petit »…
- Le gras n'est utilisé que pour surligner le titre de l'article dans l'introduction, une seule fois.
- L'italique est rarement utilisé : mots en langue étrangère, titres d'œuvres, noms de bateaux, etc.
- Les citations ne sont pas en italique mais en corps de texte normal. Elles sont entourées par des guillemets français : « et ».
- Les listes à puces sont à éviter, des paragraphes rédigés étant largement préférés. Les tableaux sont à réserver à la présentation de données structurées (résultats, etc.).
- Les appels de note de bas de page (petits chiffres en exposant, introduits par l'outil «  Source ») sont à placer entre la fin de phrase et le point final[comme ça].
- Les liens internes (vers d'autres articles de Wikipédia) sont à choisir avec parcimonie. Créez des liens vers des articles approfondissant le sujet. Les termes génériques sans rapport avec le sujet sont à éviter, ainsi que les répétitions de liens vers un même terme.
- Les liens externes sont à placer uniquement dans une section « Liens externes », à la fin de l'article. Ces liens sont à choisir avec parcimonie suivant les règles définies. Si un lien sert de source à l'article, son insertion dans le texte est à faire par les notes de bas de page.
- La présentation des références doit suivre les conventions bibliographiques. Il est recommandé d'utiliser les modèles {{Ouvrage}}, {{Chapitre}}, {{Article}}, {{Lien web}} et/ou {{Bibliographie}}. Le mode d'édition visuel peut mettre en forme automatiquement les références.
- Insérer une infobox (cadre d'informations à droite) n'est pas obligatoire pour parachever la mise en page.

Pour une aide détaillée, merci de consulter Aide:Wikification.
Si vous pensez que ces points ont été résolus, vous pouvez retirer ce bandeau et améliorer la mise en forme d'un autre article.
Alphonsia Pamela Williams (née le 7 novembre 1956) est une actrice britannique connue pour ses apparitions dans Peter's Friends (1992) et Still Crazy : De retour pour mettre le feu (1998), entre autres rôles. Elle est un ancien membre de la Royal Shakespeare Company et du National Theatre.

## Enfance et éducation
Alphonsia Pamela Williams est née à Pointe-Michel en Dominique dans les Antilles britanniques en 1956. Quand elle était bébé, ses parents Lewis et Portia Williams ont déménagé au Royaume-Uni à la recherche de travail tandis qu'Emmanuel est resté en Dominique avec ses grands-parents jusqu'à ce qu'elle les rejoigne alors âgée de deux ans. Elle a fréquenté la Carlton Vale School et la Claremont High School où elle a obtenu un A-level en droit et en anglais tout en suivant des cours de danse et a participé à des productions scolaires.
Elle a fréquenté l'Université de Kingston de 1977 à 1980 où elle a obtenu une licence en éducation avec spécialisation en anglais et en théâtre. Elle a travaillé comme enseignante de 1980 à 1981 mais elle aspirait toujours à une carrière dans le théâtre. Elle s'est formée à la Webber Douglas Academy of Dramatic Art de Londres et a obtenu un diplôme de troisième cycle en techniques théâtrales en 1983. En se lançant dans une carrière d'actrice avec la pièce Bitter Milk avec l'exclusivement noire Temba Theatre Company.

## Carrière
Elle a été membre de la Royal Shakespeare Company de 1983 à 1984 et a joué The Nurse, un rôle écrit pour une actrice noire, dans The Dillen (1983) ainsi que Sophia de Lyonne dans la pièce de Pam Gems (en), Camille (1984) et Muriel Farr dans Golden Girls de Louise Page (1984) dans laquelle elle est apparue avec Kenneth Branagh. Ses autres pièces pour le RSC incluent Peines d'amour perdues ou Mesure pour mesure En 1989, elle a joué Valeria in Coriolanus au Young Vic et en 1997 a joué Cléopatre dans Antoine et Cléopâtre au Bridewell Theatre,. Elle est régulièrement apparue dans des drames télévisés comme Penny Guy dans House of Cards (1990) ou Mme Litton dans la série Dynasty (1991). Ses rôles au cinéma incluent Sarah Johnson dans Peter's Friends (1992) ou Camille dans Still Crazy (1998).

## Vie privée
En 1999 Emmanuel a épousé l'avocat américain Marc Rosenfeld, un environnementaliste basé à Antigua-et-Barbuda, et elle partage ainsi son temps entre Londres et les Caraïbes. En 2002, elle est retournée au Royaume-Uni pour le rôle de Karen Delage dans le drame de la BBC Fields of Gold.
En 2007, elle a cofondé le Gale Theatre de Londres et de la Barbade, en y apparaissant comme Ruth dans Blithe Spirit (L'esprit s'amuse) la même année. Elle a également cofondé le Caribbean Unity Theatre à Antigua-et-Barbuda en 2008.